# 酸化銅(I)
酸化銅(I)（さんかどう いち、英: copper(I) oxide）は化学式 Cu2O で表される銅の酸化物で、赤色ないし赤褐色の結晶または結晶性粉末。CAS登録番号は [1317-39-1]。水にほとんど溶けない。希塩酸及び希硫酸、塩化アンモニウム溶液、アンモニア水に可溶。有機溶媒に不溶。融点は1232 °Cで、1800 °Cで分解して酸素を失う。乾燥空気中で安定であるが湿った空気中では徐々に酸化され酸化銅(II)に変わる。フェーリング反応に陽性の物質は、フェーリング液を還元し酸化銅(I)を沈殿させる。類似した用途に使われるベネジクト液も、同様の反応を起こす。濃塩酸に溶けて ジクロロ銅(Ⅰ)酸を生成する。
酸化銅(I)は整流作用を持つ物質であり、シリコンが標準となるよりかなり前の1924年に、酸化銅(I)を使用した整流ダイオードが作られ、産業的に利用されていた。天然では赤銅鉱として産出する。赤銅鉱は宝石にも利用される鉱物である。
航行中の摩擦抵抗の増加による燃費の悪化を招くフジツボの付着を防止する作用があり、有機スズ化合物に比べ毒性が低いため船底塗料に使用されるが、異種金属間のガルバニック腐食が生じるためアルミニウム艇には使用できず、繊維強化プラスチック、木製の船底に採用される。

## 糖検出試薬との関係
（共に還元性の糖などにより酸化銅(I)の赤褐色沈澱を生ずる）
- フェーリング液
- ベネジクト液（糖以外の物質〈尿素やアミノ酸等〉に反応しない事と、長期保存に耐えられる点でフェーリング液より秀でている）